# Dvorce (tvrz)
Dvorce jsou zaniklá opevněná lokalita u hájovny Obora poblíž severního okraje Dobříše v okrese Příbram ve Středočeském kraji. Místo bývá považováno za rozsáhlé tvrziště, raně středověké hradiště, dvorec nebo nedostavěné opevněné sídlo. Pozůstatky opevnění jsou chráněny jako kulturní památka.

## Historie
S lokalitou nejsou spojeny žádné písemné prameny. Nález denáru z období vlády Boleslava I. umožňuje lokalitu považovat za hradiště z desátého století, ale jiné hypotézy datují vznik opevnění na konec dvanáctého nebo začátek třináctého století. Místo mohlo sloužit také jako příležitostné útočiště nebo opevněný dvorec. Další možností je nedokončené opevněné sídlo.

## Stavební podoba
Opevněná lokalita leží poblíž hájovny Obora severně od Dobříše. Má téměř kruhový půdorys s průměrem až sto metrů. Obklopuje jej vodní příkop široký pět až třináct metrů, na jehož vnitřní straně stojí val dosahující výšky dva až tři metry. Šířka valu je proměnlivá a pohybuje se od dvanácti do 21 metrů.